# Kateryna Hryhorenko
Kateryna Vasylivna Hryhorenko (ukrainska: Катерина Василівна Григоренко), född den 30 oktober 1985 Ostriv, Kiev oblast, Ukrainska SSR, Sovjetunionen, är en ukrainsk längdåkare. Hryhorenko har tävlat i världseliten sedan 2004. Hon har deltagit i tre olympiska spel.